# اودره (لهستان)
اودره (به لهستانی:  Odry) یک روستا در لهستان است که در گمینا چرسک واقع شده‌است. اودره ۴۱۷ نفر جمعیت دارد.